# Metro de Gwangju
Metro de Gwangju (coreano: 광주 도시철도 o 광주송정역; Hanja:  光州都市鐵道) es el sistema de tránsito rápido de Gwangju, Corea del Sur, operado por la Corporación Metropolitana de Tránsito Rápido de Gwangju (GRTC, o Metro de Gwangju). El metro de Gwangju se encuentra en Gwangju, 353km al sur hasta Yongsan Station.  La red de metro se abrió por primera vez en 2004 con 14 estaciones. El metro de Gwangju consta de una línea, que da servicio a 20 estaciones operativas y opera en 20.1 kilómetros (12.5 millas) de ruta. Cruza 2 ríos. Uno es el río Yeongyang-gun, otro es el río Hwangryong. La estación de Sotae a la estación de Nokdong y la estación de Pyeongdong a la estación de Dosang son cursos sobre el terreno. 

## Historia
- 28-abr-2004: Línea 1 parcialmente inaugurada ( Nokdong ↔ Sangmu )
- 11-abr-2008: Línea 1 totalmente inaugurada ( Nokdong ↔ Pyeongdong )
- La línea 1 tiene 20,1 kilómetros.

## Personas trasladadas al día
| Año  | Personas |
| ---- | -------- |
| 2004 | 32,987   |
| 2005 | 35,343   |
| 2006 | 38,143   |

| 2007 | 43,142 |
| 2008 | 47,133 |
| 2009 | 47,786 |
| 2010 | 48,518 |

| 2011 | 49,279 |
| 2012 | 49,500 |
| 2013 | 49,331 |
| 2014 | 49,460 |

| 2015 | 50,182 |
| 2016 | 50,969 |
| 2017 | 51,259 |
| 2018 | 51,735 |

| 2019 | 52,929 |
| 2020 |        |
| 2021 |        |

## Estaciones del tren
- Nokdong
- Sotae
- Culture Complex
- Geumnamno 4(sa)-ga[6]

- Geumnamno 5(o)-ga.[7]

- Yangdong Market[8]
- Nongseong[9]
- Uncheon[10]
- Sangmu[11]
- Kim Daejung Convention Center[12]
- Airport
- Songjeong Park[13]
- Gwangju Songjeong Station[14]
- Pyeongdong

## Futuras estaciones
- Baekyoon-gwangju
- Namgwangju Station
- Gwanju Station
- Gwangju Bus Terminal
- Market
- Baegun-gwangjang
- Hyocheon Station

Si se realizan serán 27,4 km de trayecto y será la línea 2.
El 'Comité Preparatorio de la Nueva Era de Gwangju' de la 8ª Comisión Electoral Nacional dijo: “La Línea 2 del metro se retrasa al menos 3 años y hasta 5 años debido al costo insuficiente del proyecto y los frecuentes cambios de diseño. "
El resultado de la reunión final del comité de transición sobre temas importantes en la reunión especial del comité de liquidación y presupuesto del concejo municipal el día anterior:  el comité de transición concluyó que la sección de 17 km de la Línea 2 del Ferrocarril Urbano del Ayuntamiento y la estación de Gwangju, que originalmente estaba programada para abrir en 2023, se abriría en 2026 como muy pronto.
Se dice que el costo y periodo de construcción  aumentaron a medida que se cambió el diseño de la sección de la primera fase de 7-12 m la sección terrestre de la estación de Namgwangju que se cambió a un túnel.
Se espera que la apertura de la segunda fase se retrase hasta 2029. Además, es muy probable que se reduzca la sección de la tercera fase (Plaza Baegun - Jinwol - Estación Hyocheon, 4,8 km), con solo 500 millones de won restantes del costo del proyecto de 22,2 mil millones de won.
Se espera que el costo de construcción de la línea 2 del metro aumente un 30%. La ciudad anunció inicialmente que el costo del proyecto de la Línea 2 del metro era de 2,21 billones de wones, pero está discutiendo con el Ministerio de Economía y Finanzas aumentar el costo del proyecto en 820 mil millones de wones para la primera a la tercera fase. Un funcionario de la ciudad de Gwangju dijo: “Todo menos 500 millones de won del costo del proyecto de 22,2 mil millones de won para la tercera fase se puede reducir”. Al final, es probable que el costo del proyecto de la Línea 2 del metro de Gwangju se decida aumentando (28 %) KRW 618 800 millones.
La propuesta es la línea 3, pero la elección la harán los ciudadanos de Gwangju.
Si al final es una línea que conecte el norte y el sur de corea tendrá 24,58 km y conectará estas estaciones:
- Hyocheon Station[15]
- Baekyoon-gwangju[16]
- Namgwangju Station[17]
- Chosun University[18]
- Gwanju Station
- Chonnam National University[19]
- Ilgongno
- Bonchon-indrustrial Park
- Cheomdam Area[20]

## Tickets

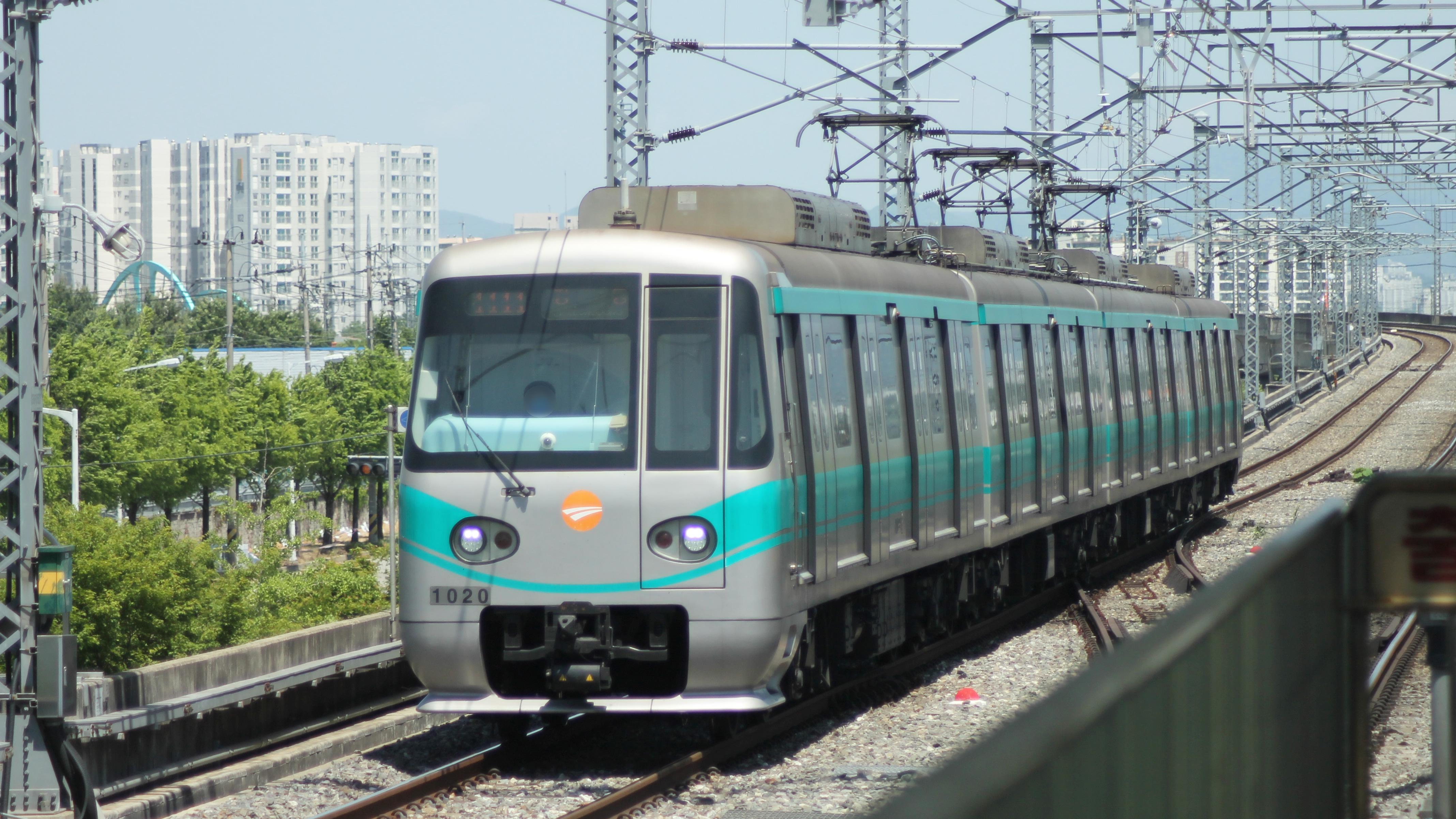
Un tren del metro de Gwangju

| Tickets    | Gratis | 400 won (0,29€) | 1000 (0,73€) |
| ---------- | ------ | --------------- | ------------ |
| 0-5 años   | x      |                 |              |
| 6-12 años  |        | x               |              |
| 13-18 años |        |                 | x            |

| Tickets                               | Gratis | 1200 won (0,88€) |
| ------------------------------------- | ------ | ---------------- |
| 19-64 años                            |        | x                |
| +65 años                              | x      |                  |
| Personas con discapacidad y veteranos | x      |                  |

## Reglas
1. Los tickets gratuitos solo se pueden utilizar en su fecha de emisión.
2. Un billete solo se puede utilizar 2 horas después de comprarlo.
3. Está prohibido fumar en las estaciones y trenes.

## Consejos
1. Descargar la aplicación para el movíl. (Subway Korea (route navigation))
2. Asegurese de que hay suficiente saldo en Traffic Card.
3. Utilice la misma Traffic Card en todo el recorrido para evitar pagar por duplicado.

## Gwangju Railway Station
El metro de Gwangju incluye los siguientes servicios:

### Interior
- Áreas de espera
- MTA
- Baños
- Taquillas para los tickets
- Mesa de ayuda
- Estaciones de carga de teléfonos
- Máquinas expendedoras
- Bancos para sentarse
- Tiendas de refrescos
- Ascensores y escaleras mecánicas
- Anuncios e información escrita en coreano e inglés
- En la estación de Sotae hay un centro de objetos perdidos al servicio de los pasajeros
- Puertas de andén

### Exterior
En el exterior de las estaciones, hay aparcamiento y soporte para bicicletas.
Dirección: Songjeong-dong, Gwangju, Corea del Sur
Número del teléfono: 82 062-604 8000

## Redes sociales y blogs
Facebook:  
Instagram:
Twitter:
Naver: https://m.blog.naver.com/mellyday777/221781822512
MSN: https://www.msn.com/ko-kr/news/other/%EA%B4%91%EC%A3%BC%EC%8B%9C-%EB%8F%84%EC%8B%9C%EC%B2%A0%EB%8F%84-2%ED%98%B8%EC%84%A0-%EA%B0%80%EC%8A%A4%EC%8B%9C%EC%84%A4-%EC%95%88%EC%A0%84%EA%B0%90%EC%B0%B0/ar-AA13IAAE